# Miejsce Pamięci Narodowej w Sępólnie Krajeńskim
Miejsce Pamięci Narodowej w Sępólnie Krajeńskim – pomnik na zbiorowej mogile, zlokalizowany w Sępólnie Krajeńskim, na cmentarzu parafialnym przy ul. Chojnickiej, w pobliżu wejścia od strony ul. Krzysztofa Kamila Baczyńskiego. 
Pomnik ma formę podwójnej steli z czarnymi krzyżami, połączonej poziomym elementem, na którym wyryto napis: Polegli i pomordowani za Ojczyznę w latach 1939-1945. Obok umieszczono nazwiska osób pochowanych w mogile: Henryka Dąbkowskiego (porucznika Wojska Polskiego), Bronisława Kamińskiego, Kajetana Ratkowskiego, Józefa Kiełbasińskiego, Franciszka Dziekana i sentencję Pozostali nieznani. Cześć Ich pamięci. 
Na terenie cmentarza przy ul. Chojnickiej pochowano także inne ofiary terroru hitlerowskiego oraz żołnierzy Wojska Polskiego z 1939, najprawdopodobniej w tej właśnie mogile.
Na cmentarzu znajdują się także mogiły innych polskich żołnierzy służących w Wojsku Polskim, bądź Armii Czerwonej, poległych w 1945 (porucznika Jakuba Bielmesa, kaprala Jana Najdionowa, porucznika Franciszka Karpińskiego, podporucznika Jana Krajewskiego i sześciu nieznanych, Żołnierzy I Armii WP poległych w walce o wolność i demokrację, a także Stanisława Ostrowskiego i dwóch nieznanych).
W pobliżu stoi Pomnik Wdzięczności ku czci Chrystusa Króla w Sępólnie Krajeńskim.